# Трент Лотт
Честер Трент Лотт-старший (англ. Chester Trent Lott, Sr.; нар. 9 жовтня 1941, Гренада, Міссісіпі) — американський політик, член Республіканської партії. Він був членом Сенату Конгресу Сполучених Штатів з 1989 по 2007 роки. Лідер республіканців у Сенаті з 1996 по 2002 (лідер більшості з 12 червня 1996 по 3 січня 2001 та з 20 січня 2001 по 6 червня 2001; лідер меншості з 3 січня по 20 січня 2001 і з 6 червня 2001 по 20 грудня 2002).
Лотт виріс у Міссісіпі, де його батько Честер Пол Лотт працював на суднобудівному заводі, а мати, Іона Вотсон Лотт, була учителем. Трент Лотт одружився Патриції Томпсон у 1964, у них двоє дітей: Чет і Тайлер. Лотт отримав вищу юридичну освіту в Університеті Міссісіпі у 1967 році. Після цього він почав свою кар'єру як адвокат у Паскагулі.
У молодості Лотт був демократом. Член Палати представників США з 1973 по 1989 роки.